# Laramische Gebirgsbildung
Die Laramische Gebirgsbildung, auch laramische Orogenese oder laramische Faltungsphase, war ein Hauptabschnitt im Gebirgsbildungsprozess des westlichen Nordamerikas. Als Laramide Revolution wurde der Begriff 1901 zum ersten Mal von George Mercer Dawson in die Fachliteratur eingeführt und 1924 von Hans Stille übernommen. Ihre namensverleihende Typlokalität liegt in den Laramie Mountains im US-amerikanischen Bundesstaat Wyoming.
Die Gebirgsbildung begann in der späten Oberkreide vor etwa 80 Mya und endete im Eozän vor rund 40 Mya. Die genaue Zeitdauer ist dabei genauso umstritten wie die eigentliche Ursache.
Die laramische Orogenese verlief nicht kontinuierlich, sondern erfolgte in Schüben mit dazwischengeschalteten Ruhepausen. Von ihr betroffen wurden in der Hauptsache die Rocky Mountains, ihre Auswirkungen waren aber selbst noch in Alaska und im nördlichen Mexiko zu spüren; in den Black Hills von South Dakota erreichte sie ihren östlichsten Wirkungsbereich.
Die Gebirgsbildung wird gewöhnlich mit Ereignissen in Verbindung gebracht, die sich vor der nordamerikanischen Westküste abspielten – so glitt hier die ozeanische Farallon-Platte allmählich unter die kontinentale Nordamerikanische Platte ab. In den meisten Erklärungshypothesen wird angenommen, dass der Abtauchwinkel der subduzierten Farallon-Platte recht flach war und es daher zu keinem Magmatismus im westlichen Zentralteil der nordamerikanischen Platte kam. Darüber hinaus induzierte die abgetauchte ozeanische Lithosphäre Scherspannungen im unteren Abschnitt der darüberliegenden kontinentalen Lithosphäre. Eine Ursache für den flachen Abtauchwinkel ist möglicherweise eine beschleunigte Konvergenz der beiden Platten, aber auch eine verdickte ozeanische Kruste könnte hierfür genauso gut in Frage kommen.
Der mit einer Subduktion assoziierte Magmatismus tritt normalerweise in der Nähe der Plattenränder auf (als gutes Beispiel dient hier der
Vulkangürtel der Anden), im Falle der laramischen Gebirgsbildung erfolgte er jedoch weit nach Osten versetzt. Eine Erklärung für den nicht vorhandenen Magmatismus an Subduktionszonen (im Englischen als magmatic null bezeichnet) liegt möglicherweise darin begründet, dass die abtauchende ozeanische Kruste in diesem speziellen Fall auf relativ kühle kontinentale Lithosphäre traf, anstatt wie üblich auf wärmere Asthenosphäre.
Der flache Abtauchwinkel zusammen mit den induzierten Scherspannungen ließ einen sehr breiten Gebirgsgürtel entstehen – Vorläufer der eigentlichen Rocky Mountains (Proto-Rocky-Mountains). Als die Farallon-Platte bis auf Bruchstücke vollständig aufgeschmolzen war, entfiel der seitliche Druck und die Gesteine entspannten sich. Als Gegenbewegung folgte eine Dehnungstektonik, die die Basin-and-Range-Provinz entstehen ließ.
Es ist sinnvoll, in diesem Zusammenhang auch die vorangegangene Sevier-Gebirgsbildung und die noch früher erfolgte Nevadische Gebirgsbildung vergleichend heranzuziehen.